# Tresigallo
Tresigallo és un municipi de 4.662 habitants de la província de Ferrara, dins la regió d'Emília-Romanya. 

Les comuni limítrofes són Ferrara, Formignana, Jolanda di Savoia, Migliarino, Ostellato
El patró és San Pietro, festiu el 7 d'abril.

El nom de l'alcalde (Sindaco) és Maurizio Barbirati, des del 30 de maig de 2006, del partit lista civica